# 何潘仁
何潘仁（？—619年），唐朝初年长安盩厔地区的义军将领。西域的胡人。父浑邪，通商中国，隋初，始居盩厔，家富于财。
何潘仁家富，喜欢招纳宾客。在隋炀帝时代，因其胡人身份，郁郁不得志。后因犯法，逃亡至司竹园（今周至县司竹镇，古为司竹园地，是中国最早的、历时最长的国家竹林场）中，鸠集亡命之徒，众至数万，自称总管。大业末年，前尚书右丞李纲被右仆射苏威陷害罢职，在鄠县隐居。何潘仁胁迫李纲为义军长史，向长安以西城邑进行攻略。
617年五月，李渊在太原起兵，其第三女平阳公主在鄠县庄所散发财物，招引山中亡命，得数百人，起兵以响应李渊。平阳公主派遣家僮马三宝向司竹园的何潘仁义军游说，得到其支持。而平阳的族叔李神通也在鄠县山南举兵，何潘仁奉命与李神通联合发兵，攻下鄠县。盩厔的向善志义军，郿县的李仲文、丘师利义军等部也在马三宝游说下，加入平阳公主军中，经过统合的各部义军，多次击败京师留守派遣征讨的军队，并攻占盩厔、武功、始平等地，声势大振，远近皆来投奔，达七万人，选精兵一万，号称“娘子军”，遂成大势。
617年九月，唐军渡过黄河，李世民率先锋兵马攻略渭北诸地，平阳公主率娘子军与李世民军会于渭北，联军合围京师，马三宝授左光禄大夫，何潘仁授上柱国，封盩厔县公。十一月，京师被唐军攻下，何潘仁入京师觐见，李渊大悦，授左屯卫将军。武德二年（619年）闰二月，左屯卫将军何潘仁及山贼张子惠战于司竹，死之。